# Ola Hertzberg
Per Ola Hertzberg, född 18 november 1974 i Kungsängens församling, Stockholms län, musiker i musikgrupperna Sarek, Kapten Bölja och Nyckelharporkestern. Hertzberg spelar nyckelharpa och är utbildad fritidspedagog.
Med gruppen Sarek har han deltagit i Melodifestivalen två år i rad, 2003 och 2004.